# Antonio Banfi
Antonio Banfi (n. 30 septembrie 1886, Vimercate, Lombardia, Regatul Italiei – d. 22 iulie 1957, Milano, Italia) a fost un filozof marxist italian.
A criticat cultura burgheză și a participat activ la lupta antifascistă.